# Юрьев, Александр Юрьевич
Александр Юрьевич Юрьев (род. 11 октября 1975, Тамбов) — украинский и российский политик и муниципальный деятель, глава администрации города Евпатории (2024). В разные годы возглавлял крымские региональные отделения партий «Батькивщина» (2007—2012) и «Справедливая Россия» (2014—2015).

## Биография
Родился 11 октября 1975 года в Тамбов. Окончил исторический факультет Симферопольского государственного университета в 1997 году и экономический факультет Университета экономики и управления в Симферополе в 2007 году.
Региональный представитель фирмы «Акро-Юг» по АРК (10.1997 — 11.2002). Заместитель директора Крымского республиканского благотворительного фонда «Черноморский благотворительный фонд» (12.2002 — 08.2005). Заместитель директора ООО РИА «Вторая половина» (9.2005 — 10.2006), (07.2012 по 10.2012). Заместитель директора «ТД Крымпласт ООО Укргазификация юг» (10.2006 по 06.2007).
Являлся членом партии «Батькивщина» (лидер — Юлия Тимошенко), возглавлял с 2007 года аппарат крымской организации партии «Батькивщина». Помощник-консультант народного депутата Украины от «Блока Юлии Тимошенко» Сергея Велижанского (2007—2012). Безуспешно баллотировался в Верховный Совет Автономной Республики Крым в 2010 году.
В марте 2012 года он вышел из «Батькивщины», мотивируя своё решение отсутствием внутрипартийной демократии. На парламентских выборах 2012 года выставлял свою кандидатуру как самовыдвеженец, но в Верховную раду Украины избран не был.
После этого Юрьев присоединился к «Русскому единству» (лидер — Сергей Аксёнов). Возглавлял комитет по туризму в Общественном совете при Совете министров АР Крым. Участвовал в аннексии Крыма Россией.
В ноябре 2014 года стал главой штаба «Справедливой России» в Крыму, которое возглавлял до 2015 года.
Начальник управления по антикоррупционным проверкам Комитета по противодействию коррупции Республики Крым (07.2014 — 09.2014). С 2022 года по 2024 года — председатель Общественного совета Симферополя, внештатный советник Главы Республики Крым Сергея Аксёнова.
С 17 апреля 2024 года — глава администрации города Евпатории. 14 мая 2024 года единогласно утверждён на сессии горсовета Евпатории.
В июле 2025 Юрьев отчитался по деятельности санаторно-курортной сферы города. 200 тысяч туристов посетили Евпаторию с начала года, в городе действуют 36 санаторно-курортных учреждений и 76 гостиниц, где размещаются более 17 тысяч человек.

## Награды
- Медаль «За защиту Крыма», приказ Сводного полка Народного ополчения Республики Крым от 13 апреля 2014 г.
- Медаль «За защиту Республики Крым», награждён Указом Главы Республики Крым от 25.10.2023 № 247-У[1].